# Montigny-Mornay-Villeneuve-sur-Vingeanne
Montigny-Mornay-Villeneuve-sur-Vingeanne település Franciaországban, Côte-d’Or megyében. Lakosainak száma 384 fő (2022. január 1.). Montigny-Mornay-Villeneuve-sur-Vingeanne Orain, Pouilly-sur-Vingeanne, Saint-Maurice-sur-Vingeanne, Fontaine-Française, Champlitte és Vars községekkel határos.

## Népesség
A település népességének változása:
| Lakosok száma | 236  | 278  | 312  | 366  | 378  | 390  | 394  | 386  | 383  | 384  |
|               | 1968 | 1982 | 1990 | 2006 | 2013 | 2015 | 2017 | 2019 | 2020 | 2022 |